# Silè
|  | Per a altres significats, vegeu «Silè de Calàtia». |

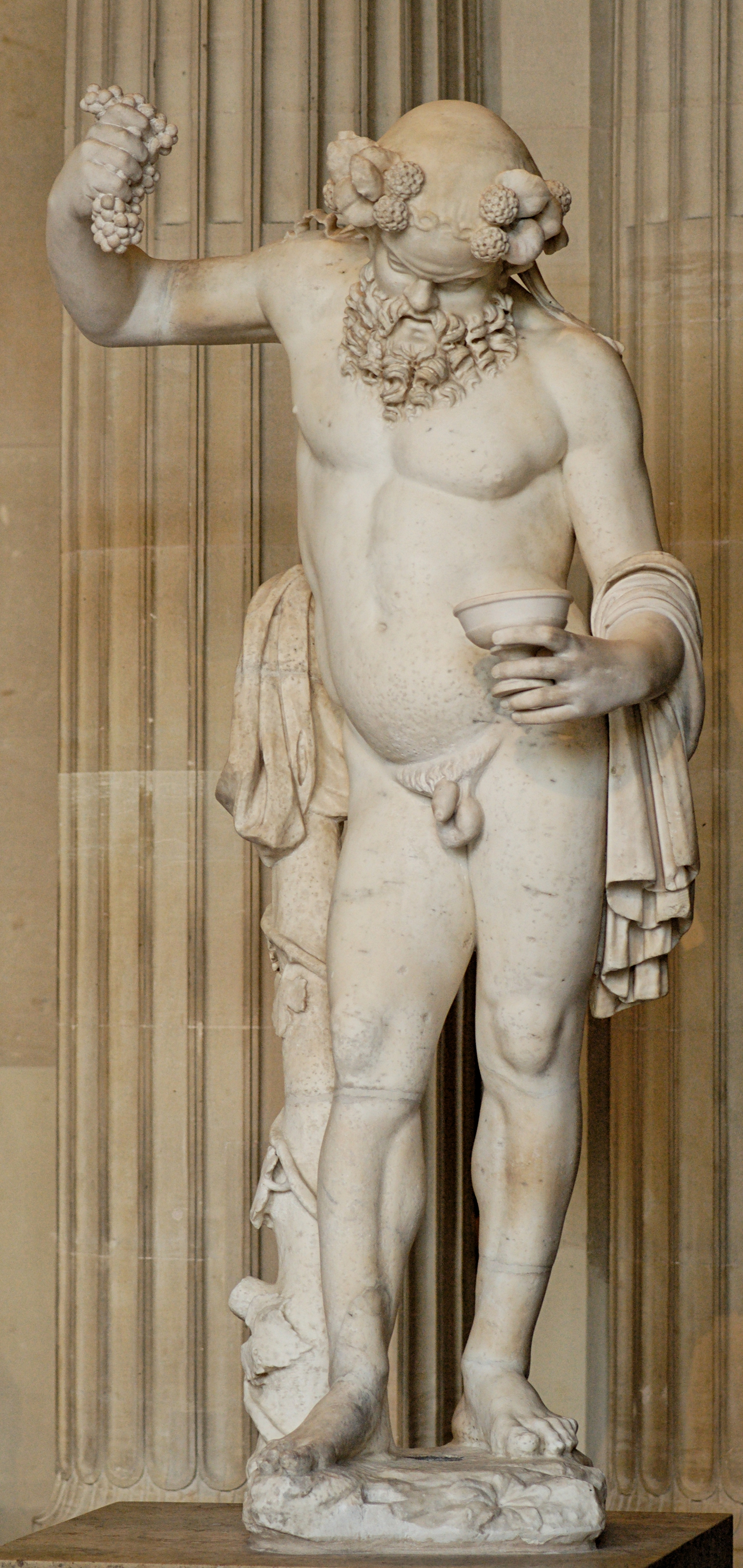
Estàtua de Silè en estat ebri (Museu del Louvre, París).

D'acord amb la mitologia grega, Silè (en grec antic Σιληνός), va ser un sàtir, fill d'Hermes i d'una nimfa. De vegades es considera fill de Pan, o que havia nascut de les gotes de sang d'Urà quan Cronos el mutilà. Es va encarregar de l'educació de Dionís, i després formà part del seu seguici.

## Representació i atributs
Els artistes el solen representar com un vell panxut, molt lleig, amb el nas camús, els llavis gruixuts i la mirada d'un toro. Anava sempre ebri, cavalcant a cavall d'un ase i recolzant-se en els seus companys per no caure. Tanmateix, els antics el consideraven un home de gran saviesa, però només la revelava als humans si n'era obligat per força, i sota els efectes del vi era capaç de donar consells molt assenyats. Per anar begut va ser capturat una vegada pel rei Midas i, quan aquest li demanà què és el que més li convenia, Silè respongué: «Per què m'obligues a dir-te el que per a tu és impossible d'aconseguir? El millor que t'hauria passat seria no haver nascut, i el segon millor, morir aviat».
Quan el rei li preguntà Virgili imagina en una Ègloga que uns pastors obliguen a cantar a Silè.
Amb el temps, com havia passat amb altres divinitats campestres, li fou atribuïda la paternitat d'una gernació de silens semblants a ell. Se li atribuïa especialment la paternitat del centaure Folos, que va tenir amb una hamadríada dels freixes. Altres tradicions el fan pare d'Apol·lo Nòmios, un Apol·lo pastor venerat a l'Arcàdia.